# Sophie Lebrun
Sophie Lebrun Dulken (Londres, 20 de julio de 1781-Múnich, 23 de julio de 1863) fue una pianista y compositora alemana, hija del oboísta de la corte de Múnich Ludwig August Lebrun y de la cantante y compositora Franziska Lebrun.

## Biografía
Sophie Lebrun nació el 20 de julio de 1781 en Londres, mientras su madre estaba de gira. Estudió canto con su tío, el compositor Franz Danzi, y piano con Andreas Streicher.
Después de completar sus estudios, realizó una gira por Europa y se convirtió en una reconocida pianista de conciertos. Se casó con el fabricante de pianos de la corte de Múnich JL Dülken en 1799 y sus hijos fueron Theobald (n. 1800), quien se casó con Louise David, la famosa pianista, Louise (n. 1805), Fanny (n. 1807) y Violande (n. 1810), todos ellos se convirtieron en músicos. Lebrun compuso sonatas y otras obras para piano que no se publicaron y se perdieron. Falleció el 23 de julio de 1863 en Múnich.